# Арнальдур Індрідасон
Заголовок цієї статті — це ісландське ім'я, де Арнальдур — особове ім'я, а Індрідасон — ім'я по батькові. 
А́рнальдур І́ндрідасон (ісл. Arnaldur Indriðason; нар. 28 січня 1961, Рейк'явік) — ісландський письменник детективного жанру, син письменника Індріді Торстейнсона. За освітою історик. Перед початком письменницької кар'єри працював журналістом та кінокритиком.

## Творчий доробок
Згідно зі списками бестселерів, які публікує ісландська преса, Індріадасон є найпопулярнішим письменником у країні. 2004 року сім його книг потрапили до списку найчастіше запитуваних у Міській бібліотеці Рейк'явіка.
Дебютна книга Індріадасона «Сини пилу» вийшла 1997 року, і вже той дебют критики визнали за потенційний початок нової фази в ісландському кримінальному романі.
Книги Індріадасона видавали у 26 країнах, їх перекладено німецькою, польською, російською, данською, англійською, італійською, чеською, шведською, норвезькою, нідерландською, фінською та французькою. Індріадасон отримав нагороду «Скляний ключ» за найкращий кримінальний роман року в Скандинавії (2002, 2003). Також отримав «Золотий кинджал» за роман «Мертва тиша» 2005 року. 2009 року отримав премію Баррі в номінації «Найкращий роман» за «Осушене озеро».
Зазвичай мешкає в Рейк'явіку, має дружину та трьох дітей.